# Piccola città
Piccola città (titolo originale Our Town) è un'opera teatrale di Thornton Wilder del 1938. Per quest'opera Wilder vinse, nello stesso anno di rappresentazione, il premio Pulitzer per il teatro.

## Trama
L'opera è divisa in tre atti. Nei primi due viene descritta la semplice vita degli abitanti di una cittadina immaginaria degli Stati Uniti d'America: Grover's Corners (New Hampshire). In essi viene data importanza ai semplici gesti e momenti che caratterizzano la vita di tutti i giorni. In particolare è mostrata l'evoluzione della storia d'amore di due giovani. Nel terzo atto, dopo un salto temporale di vari anni (il periodo in cui la vicenda si svolge va dal 1901 al 1913), si descrivono i cambiamenti intercorsi nel paese e la morte di vari personaggi. Tutte le vicende sono presentate e commentate dal personaggio del direttore di scena che è per lo più estraneo ai fatti ma a momenti vi prende parte.

## Trasposizioni cinematografiche
- La nostra città (Our Town), regia di Sam Wood (1940)